# Point Edward
Point Edward è un villaggio nella provincia dell'Ontario. Adiacente alla città di Sarnia, nella contea di Lambton, si trova in posizione opposta, rispetto al Fiume Saint Clair, a Port Huron, nel Michigan, al quale è collegato tramite il Blue Water Bridge. Secondo il censimento del 2011, Point Edward conta 2 034 abitanti, con un incremento dello 0,7% rispetto alla popolazione del 2006.
Nell'estate del 2003, Point Edward ha celebrato il suo 125º anniversario dalla fondazione.

## Attività economiche
Nel villaggio sono presenti numerose piccole attività commerciali ma quella più grande è il "The OLG Point Edward Casino" una casa da gioco sita nel villaggio sul lungofiume Venetian Boulevard, di fronte al Blue Water Bridge. Si tratta di un'attività aperta 24 ore su 24 dal giovedì alla domenica e dalle 9 del mattino alle 4 del mattino seguente negli altri giorni. Il casinò, cui è collegato un ristorante aperto ai clienti della casa da gioco ma anche agli esterni, sponsorizza numerose attività a favore della comunità del villaggio e  contribuisce alla sua economia: considerando anche le imposte pagate alla municipalità, il suo contributo è di 33,4 milioni di dollari annui.